# Castillo de Luna (Rota)
El Castillo de Luna es una fortaleza que se encuentra en el municipio español de Rota. Declarado Bien de Interés Cultural con la categoría de monumento, fue construido por la casa de Arcos, señores jurisdiccionales de la villa durante siglos. Actualmente es la sede del ayuntamiento del municipio, del que es propiedad. Al parecer el nombre del castillo procede del matrimonio de Pedro Ponce de León, primogénito y heredero malogrado del I marqués de Cádiz, con una hija de Álvaro de Luna, que también dio nombre al castillo de Luna de Mairena del Alcor.

## Historia y descripción
Su planta es rectangular, con cinco torres en el perímetro y articulada en torno a un patio central de estilo gótico, con zócalos pintados con motivos mudéjares. 
Es posible que el castillo se levante en el mismo lugar que el ribat musulmán que existía en el lugar,  conocido según las descripciones como Rábita Ruta, denominación que parece proceder del latín Speculum Rotae. Fernando III conquistó la villa a los musulmanes en 1251, siendo reconquistada definitivamente en 1264 por Alfonso X, tras la Sublevación mudéjar de ese mismo año. 
En 1297, Guzmán el Bueno recibió el señorío de Sanlúcar, territorio del que formaba parte el lugar de Rota. Por ello la construcción del castillo se ha atribuido a dicho noble. Sin embargo no hay constancia documental de ello y el estilo del patio y de la escalera es claramente posterior a la época del Guzmán. En 1309, el lugar de Rota se segregó del señorío de Sanlúcar como parte de la dote matrimonial de Isabel de Guzmán, hija de Guzmán el Bueno, al contraer matrimonio con Fernán Ponce de León, fundador de la casa de Arcos, pasando el castillo a dicho linaje, cuyas armas figuran en él en varios lugares. Durante el gobierno de los Ponce de León, el castillo fue casa del gobernador de la villa y casa capitular hasta 1750. 
En 1909 el marqués de San Marcial lo compró por 15 000 pesetas para usarlo como residencia de verano, realizando importantes reformas en él. En 1943 José León de Carranza lo adquirió por 200 000 pesetas, acondicionándolo como Colegio de San Ramón y Hospital de San José, instituciones atendidas por las Hijas de María Auxiliadora, comunidad salesiana que lo donó al ayuntamiento roteño, abandonando el edificio en 1982. 
En 1987, tras años de abandono, el ayuntamiento inició obras de restauración que no se terminaron hasta 1999, en que se inauguró como consistorio.